# Sonora (plataforma de audio)

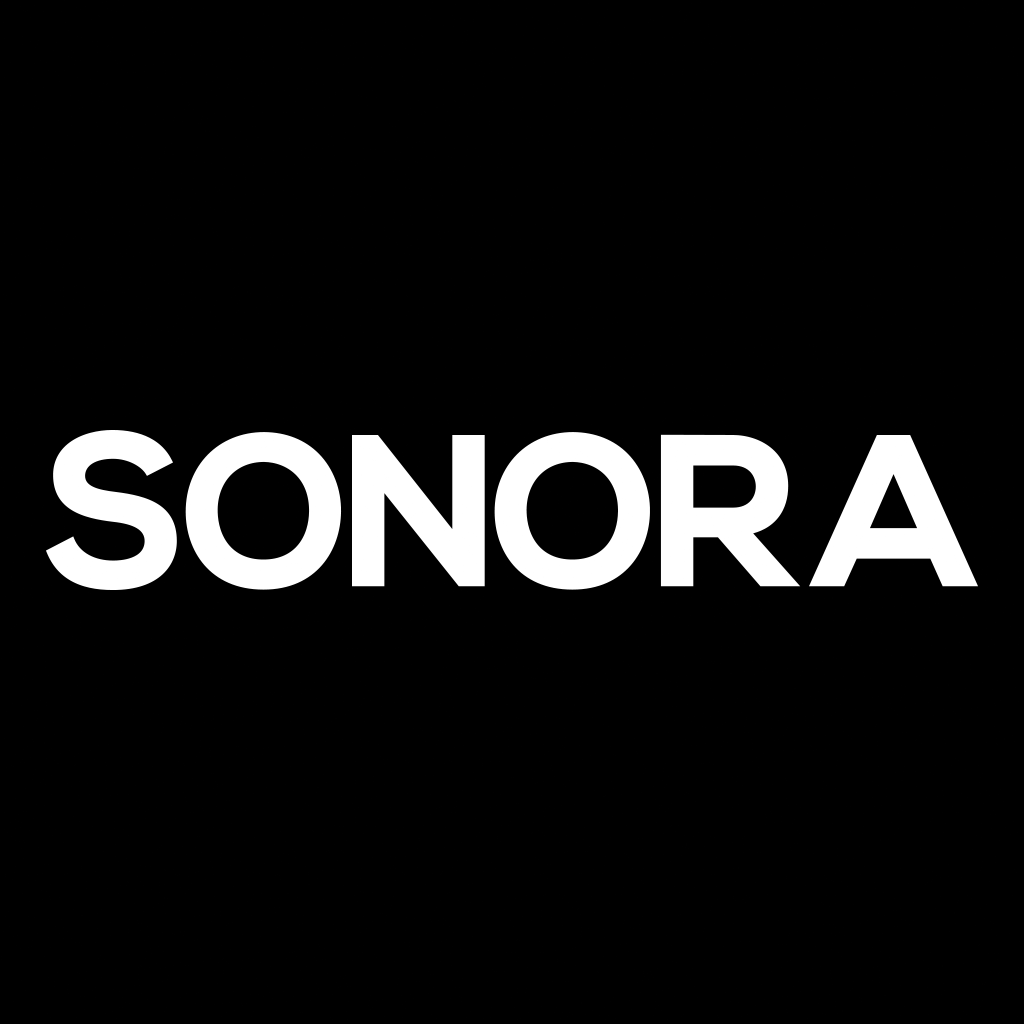
Logo Sonora

Sonora es una plataforma de historias originales en audio en español que nació en julio de 2022 de la mano del periodista Toni Garrido y del CEO de Wink TTD, Gabriel Sáenz de Buruaga. Su catálogo ofrece documentales, películas y series sonoras de diversos temas: deporte, true crime, política, salud y bienestar, comedia...

## Catálogo
La aplicación nació con 50 producciones que se han ido aumentando semanalmente. Actualmente cuenta con más de 90 historias originales, ideadas por creadores como Isabel Coixet, Daniel Sánchez Arévalo, Julio Medem, Albert Espinosa, Mamen Mendizábal, Hernán Casciari, Pilar Palomero, Jon Sistiaga o Andrés Calamaro.  Entre los títulos disponibles se encuentran Documentales Sonora como 'El Constructor', sobre el Caso Brugal y la corrupción en Alicante o 'Arny', que trata el famoso caso de prostitución de menores en el pub sevillano homónimo. En la app también pueden encontrarse Series Sonora como 'Retornados', escrita por el creador de Caso 63, o 'Malas Decisiones', protagonizada por Anna Castillo y Chino Darín. Asimismo, pueden escucharse Películas Sonora como 'Satisfacción Máxima', protagonizada Pilar Castro y Candela Peña.